# Yamaha TZR 50
Yamaha TZR 50 – motorower marki Yamaha.

## TZR 50 3TU (1990-1992)
Japońska wersja motoroweru, będąca drogowym odpowiednikiem sportowej Yamahy TZ 50 Road Racer (3XM) używanej w młodzieżowych zawodach. Motorower wyposażono w silnik chłodzony cieczą generujący moc 7,2 KM. Silnik wyposażono w nożny rozrusznik. Stylizację nadwozia oparto na wyglądzie większego modelu TZR 250 (3MA).
Produkowano bliźniaczy model Yamaha RZ 50 (1HK) będącym motorowerem o klasycznym kształcie.
Bliźniaczy model Yamaha TZ50 Road Racer pozbawiono zbędnych elementów nadwozia. Moc silnika wynosi 8,3 KM przy 9500 obr./min, a moment obrotowy 0,65 kg-m przy 8500 obr./min.

## TZR 50R 4EU (1990–1998)
Wygląd nadwozia zmodyfikowano na wzór Yamahy TZR 250 (3XV). Najbardziej zauważalną różnicą jest zastosowanie przedniego reflektora o nowym kształcie. Motorower otrzymał nowy silnik oparty na konstrukcji bloku silnika Yamahy YZ 80. Silnik generuje moc 7,2 KM. Nowy silnik zastosowano w nowym bliźniaczym modelu Yamaha TZM 50 (motorower na 12" kołach), który zastąpił model Yamaha YSR 50 wyposażony w mocno przestarzały jak na tamte lata silnik chłodzony powietrzem. Produkowano także model Yamaha TZR 80 (4BA) przeznaczony na rynek zachodniej europy.

## TZR 50 4YV, 5DU (1997–2002)
Wersja europejska. Stylistycznie znacznie różniąca się od wersji japońskich. Zastosowano koła z charakterystycznymi podwójnymi szprychami oraz pojedyncze siedzenie kierowcy i pasażera, które były cechami szczególnymi dla motocykli Yamaha z lat osiemdziesiątych. Zastosowano silnik produkcji Minarelli.

## TZR 50 5WX (od 2003 r.)
Europejska wersja motoroweru wyposażona w silnik dwusuwowy Minarelli AM6.

## Dane techniczne modelu 5WX
- Pojemność silnika: 49,7 cm3
- Moc silnika: 1,8 KM przy 6500 obr./min (zablokowany)
- Moment obrotowy: 2.87 Nm przy 5500 RPM (zablokowany)
- Max RPM: 8000 (zablokowany)
- Chłodzenie silnika: cieczą
- Przeniesienie napędu: łańcuch, przełożenie 11/47 (11/60 w zależności od wersji)
- Hamulec przedni: tarczowy 280 mm
- Hamulec tylny: tarczowy 220 mm
- Zawieszenie przednie: widelec teleskopowy, skok 130 mm
- Zawieszenie tylne: wahacz, pojedynczy element resorująco-tłumiący, skok 102 mm
- Maksymalna prędkość: 45 km/h (zablokowany), ok. 80 km/h (po odblokowaniu) na przełożeniach 11/47, ok. 90km/h przy 13/47
- Pojemność układu chłodzenia: 0,7 l
- Pojemność zbiornika oleju: 1,35 l oleju do silników dwusuwowych
- Ilość oleju w skrzyni biegów: 0,75 – 0,82 l oleju silnikowego SAE 10W30 klasy API SE
- Olej w przednim widelcu: 10W, 254 cm³ na jeden teleskop, poziom oleju 150 mm
- Płyn hamulcowy: DOT4